# Фибула

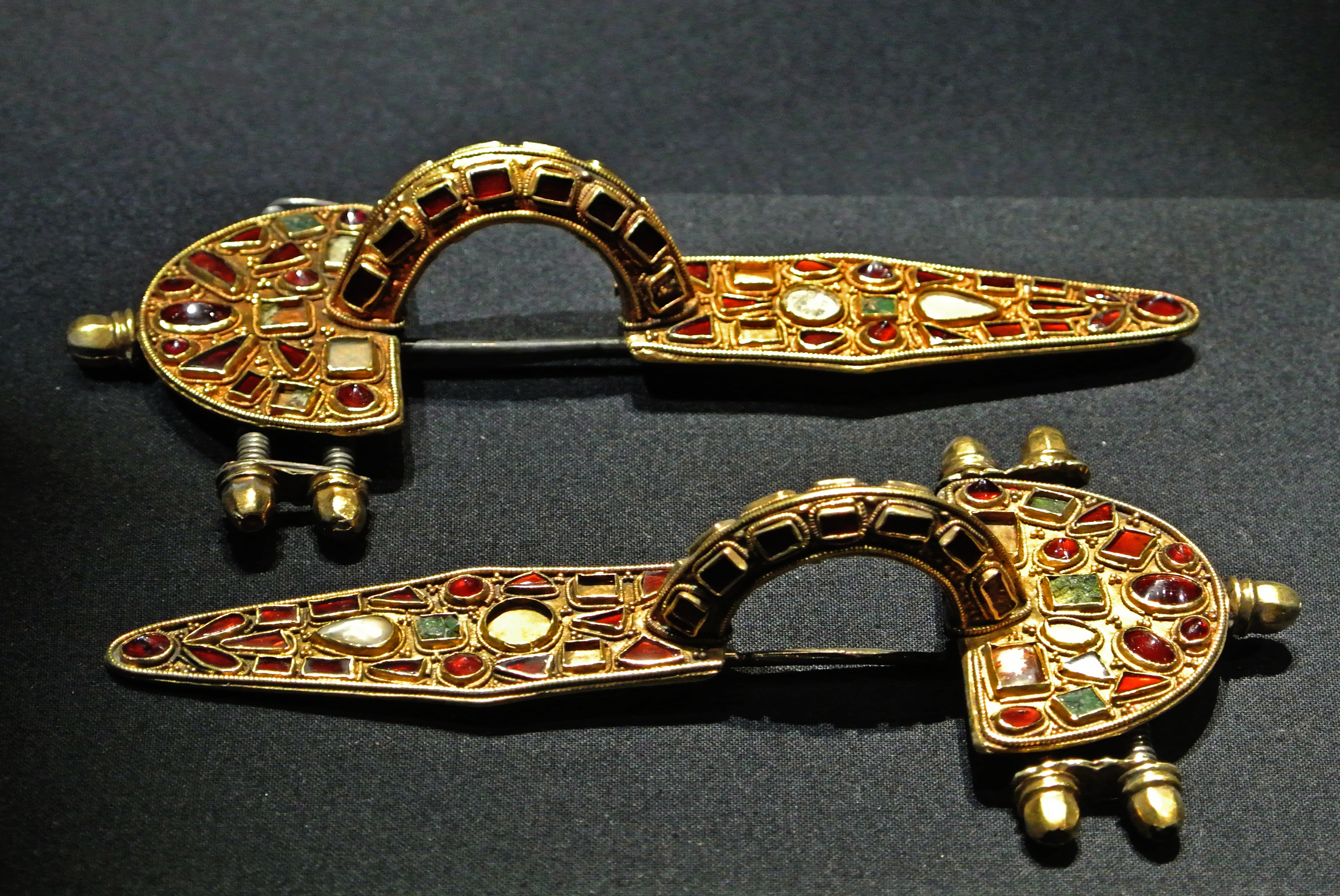
Готская фибула V века

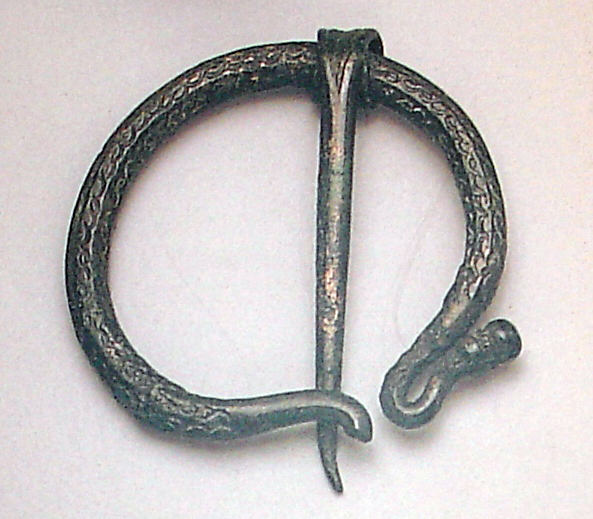
Один из самых простых видов фибул

Фибула (лат. fibula, скоба) — металлическая застёжка. В отличие от большинства современных брошей, фибулы одновременно служат украшением и выполняют практическую функцию: булавка с «замком» для острого конца позволяет закрепить одежду.
Фибулы разнообразных форм были распространены с бронзового века до позднего Средневековья. При всех изменениях формы и усовершенствованиях устройства общий их тип сохранился почти неизменным. В средние века были вытеснены пуговицами, сохранились в качестве элемента национального костюма, например, у латышей (сакта), эстонцев и скандинавов.

## Описание

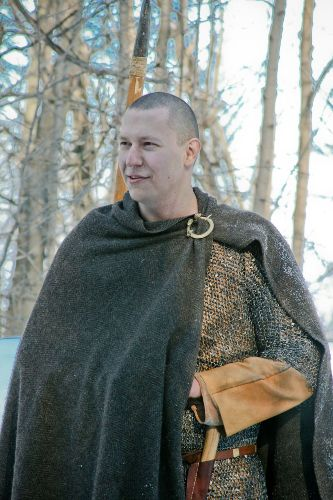
Плащ на викинге застегнут фибулой

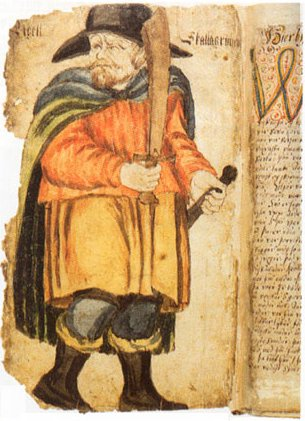
Плащ на викинге застёгнут фибулой

Большинство сделаны из бронзы (точнее, «медных сплавов») или железа или обоих. Некоторые фибулы сделаны из драгоценных металлов, таких как серебро или золото . Большинство сделаны только из одной или двух частей. Многие фибулы украшены эмалью, полудрагоценными камнями, стеклом, кораллом или костью.
Мода на фибулы менялась достаточно часто. По фибулам в захоронениях можно точно датировать эпоху. За годы археология выработала точную периодизацию по фибулам.
Составными частями фибулы являются:

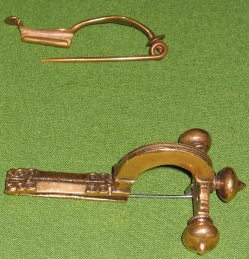
Латенская (вверху) и римская фибулы

- игла, предназначенная для скрепления одежды
- иглодержатель — узкий канал или желобок, в который входит конец иглы; имеет целью удерживать иглу в данном ей положении и предохранять от уколов
- дужка, или корпус фибулы
- пружина, соединяющая дужку с иглой

Все эти части фибулы на протяжении доисторического периода подверглись многочисленным изменениям, которые особенно отразились на дужке, игравшей роль украшения, и на иглодержателе и пружине, от устройства которых зависела практическая пригодность фибулы. Каждая эпоха оставила на фибуле отпечаток своих эстетических понятий, технического совершенства и, может быть, своего культа, вследствие чего фибула имеет громадное значение для доисторической хронологии.
Бронзовый век почти не знал фибул; в этом веке, да и то лишь в конце его, они были в употреблении в Венгрии, Северной Германии, Скандинавии. Начиная с железного века, фибулы встречаются постоянно в большинстве местонахождений. Фибулы, открытые в европейских местонахождениях, делятся Монтелиусом на три группы: венгро-скандинавскую, греческую и италийскую.
- Венгерские фибулы делались первоначально из проволоки, причём один конец дужки, сделав короткий спиральный оборот, переходил в иглу, а другой, также закрученный спирально, служил иглодержателем.
- Скандинавские фибулы, происшедшие, вероятно, от венгерских, отличаются тем, что игла и дужка не составляют одного целого: игла надета на дужку.
- Греческие фибулы состоят преимущественно из двух или четырёх спиральных кружков, соединённых вместе. Игла выходит из одной спирали и укрепляется на другой. Спиральная форма иглодержателя указывает на родство этих фибул с венгерскими и скандинавскими. Этого рода фибулы были найдены также в Южной Италии и некоторых местах Средней Европы, куда они были, вероятно, занесены из Греции.
- Италийские фибулы представляют большое разнообразие как по устройству иглодержателя, так и по форме дужки. В древнейших италийских фибулах иглодержатель образуется, как и в венгерских и скандинавских, несколькими оборотами спирали. В дальнейших модификациях спиральный иглодержатель заменяется сначала круглой плоской пластинкой, затем пластинкой с загнутыми краями, образующей желобок, а иногда оканчивающейся пуговкой.

По форме дужки среди италийских фибул различают:
- дуговые, дужка которых имеет форму полукруга. Это тип древнейших фибул. Дужка бывает либо равномерной толщины, либо утолщенной в одном или нескольких местах — либо совершенно гладкой, либо исчерченной продольными и поперечными полосками, покрытой бусами и пр.
- ладьеобразные — с дугообразной, значительно утолщенной посередине полой дужкой. Иглодержатели при этой форме бывают длинные и короткие.
- змеевидные — самая разнообразная группа италийских фибул; дужка изогнута иногда весьма причудливо. Иглодержатель представляет длинный жёлоб, заканчивающийся в позднейших формах пуговкой.

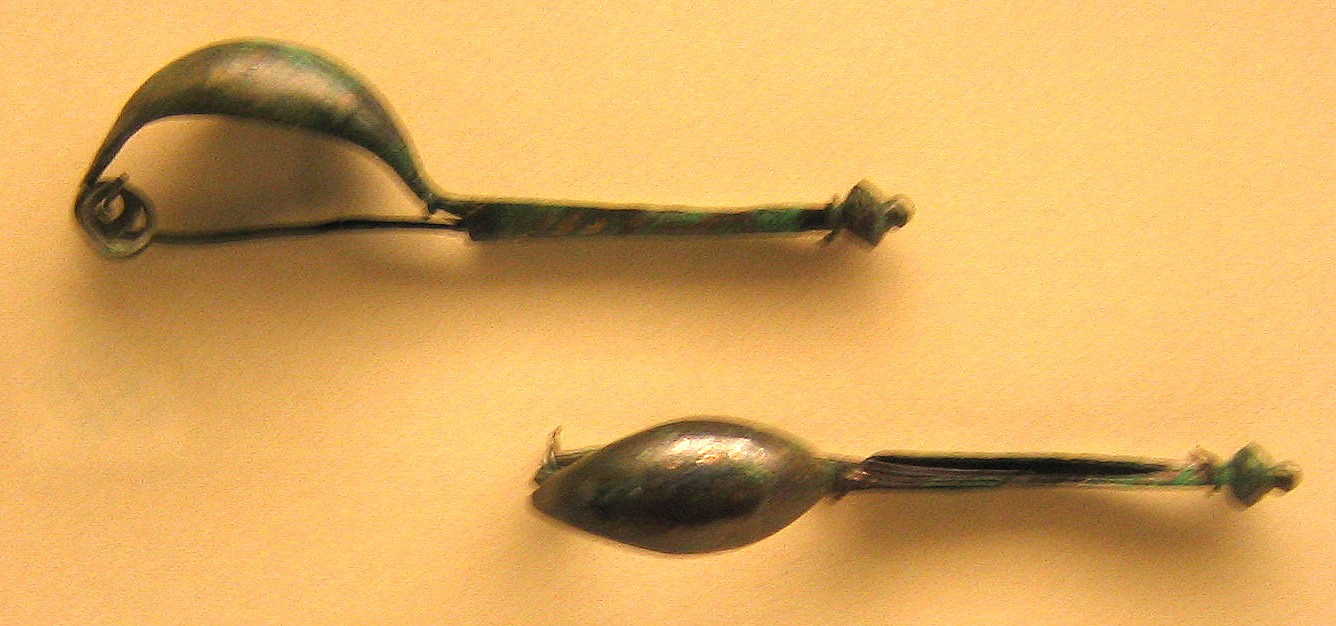
Гальштаттские фибулы

Чертрозскими фибулами называются фибулы с продолговатой дужкой, переходящей в желобообразный иглодержатель, конец которого несколько загнут кверху и оканчивается пуговкой. Этого рода фибулы были найдены в большом числе в могильнике Чертрозы, среди различных фибул италийского типа. В гальштаттском могильнике среди разнообразных форм италийских фибул найдены некоторые очень характерные для этого местонахождения фибулы. Среди них особенно интересны очкообразные и арбалетовидные фибулы (fibules a l’arbalète). Первая форма, состоящая из двух спиральных кружков, соединённых вместе, очень сходна с венгерскими, скандинавскими и особенно греческими фибулами. Как характерные для местонахождения, они носят название фибул гальштаттского типа. Арбалетовидные фибулы отличаются тем, что пружина представляет целый ряд спиральных оборотов, идущих в направлении, перпендикулярном к дужке. В некоторых арбалетовидных фибулах конец иглодержателя украшен головой человека или животного, загибающейся вверх и несколько назад. Эти фибулы, а также фибулы Чертрозского могильника составляют переход к фибулам латенского типа, которые характеризуются резко загнутым назад концом иглодержателя.

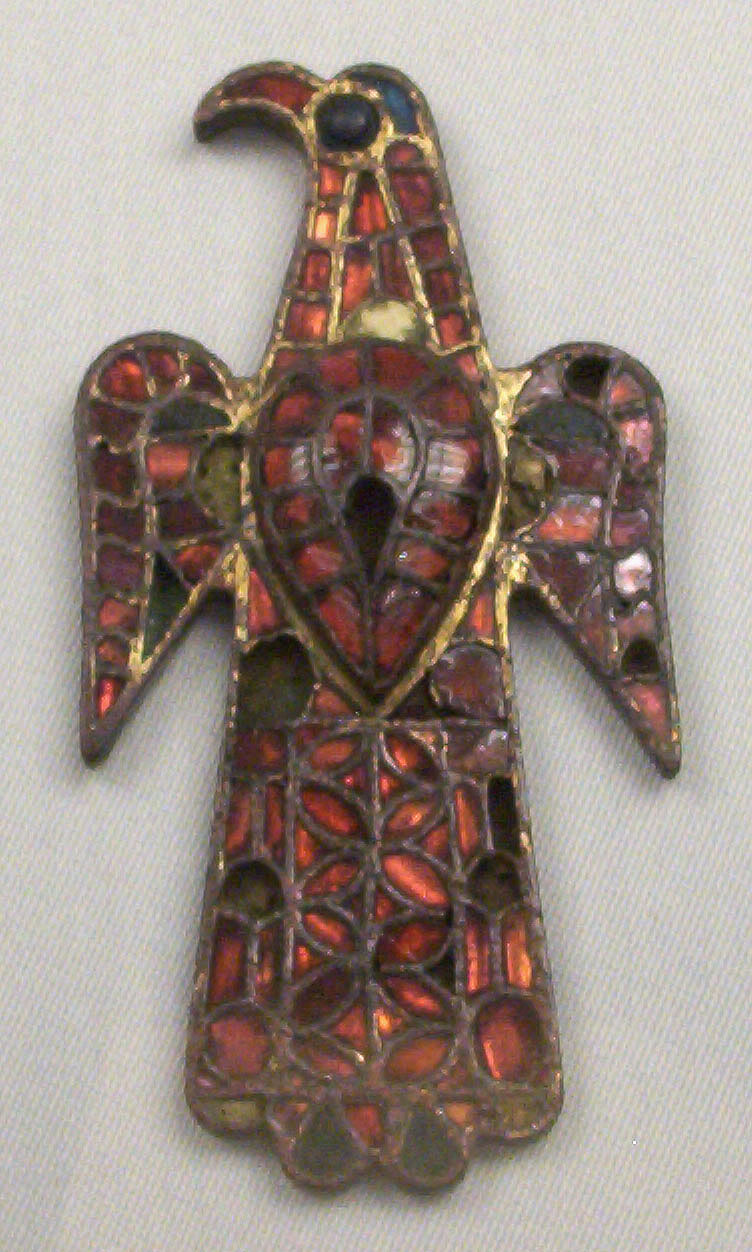
Фибула в форме орла, бронза, VI век

В Древней Греции женщины носили фибулы как на верхней (amictus), так и на исподней одежде (indutus), мужчины — только на верхней; обыкновенно части одежды (плащи) закреплялись на правом плече, реже на груди, женщины же употребляли фибулы нередко на обоих плечах. В «Одиссее» (Од. XIX, 225—231) так описывается фибула:
«божественный Одиссей был облечен в пурпурного цвета двойной шерстяной плащ; к нему была прикреплена золотая застёжка с двойными трубками; на наружной стороне застежки искусный мастер изобразил пса, который держал в передних ногах пёструю лань, упиваясь её трепетанием; и все удивлялись живости, с какой были изображены золотые фигурки — как один душил свою жертву, а другая, стараясь спастись, сопротивлялась ногами.»
Иногда рукава женской туники скреплялись целым рядом застежек. Позже женщины закалывали фибулой тунику повыше колена, образуя особого фасона складку. Фибулы как пряжки употреблялись преимущественно на перевязях (портупеях) и поясах.
В Древней Греции и Древнем Риме фибулой называли также специальный зажим для крайней плоти. Этот зажим применялся для соблюдения приличий при появлении обнаженного мужчины (например, у атлетов, гладиаторов и т. п.).